# Daniel Mwangi
Daniel Muchunu Mwangi (1º gennaio 1984) è un maratoneta keniota.

## Altre competizioni internazionali
2003
- 8º alla Sapporo Half Marathon ( Sapporo) - 1h03'16"

2005
- 5º alla Beppu-Ōita Marathon - 2h14'28"
- 9º alla  Maratona di Fukuoka ( Fukuoka) - 2h14'13"

2006
- 59º alla Sapporo Half Marathon ( Sapporo) - 1h05'39"

2007
- 41º alla Sapporo Half Marathon ( Sapporo) - 1h04'59"

2008
- 12º alla Maratona di Fukuoka ( Fukuoka) - 2h14'13"
- 5º alla Beppu-Ōita Marathon ( Ōita) - 2h14'28"
- 17º alla Sapporo Half Marathon ( Sapporo) - 1h03'10"
- 4º alla Mezza maratona di Fuchū ( Fuchū) - 1h06'08"

2013
- Oro alla Mezza maratona di Marchfeld ( Marchfeld) - 1h08'30"

2014
- Bronzo alla Maratona di Skopje ( Skopje) - 2h30'54"